# YOU (浜崎あゆみの曲)
「YOU」（ユー）は、日本の歌手・浜崎あゆみの2ndシングル。1998年6月10日にavex traxより発売。
1999年7月17日にアナログ盤で再発売し、2001年2月28日には12cmCDで再発売している。

## 解説
前作のデビュー曲「poker face」から、わずか2か月でのリリースとなった。以後、デビュー年ながらも約2か月に1枚の超ハイペースでのリリースとなる。
売上は前作を上回り、7.0万枚を記録。
この曲でミュージックステーションに初出演した。
2008年の43rdシングル「Mirrorcle World」には、10th Anniversary versionとして新録音された。

## 収録曲
1. YOU "Original Mix" [4:44]
作詞：ayumi hamasaki / 作曲：Yasuhiko Hoshino / 編曲：Akimitsu Homma
チバビジョン フォーカスデイリーズ CM-CFソング、テレビ東京系『ASAYAN』エンディングテーマ
2. YOU "Acoustic Version" [4:58]
編曲：Akimitsu Honma
3. Wishing "taku's CHEMISTRY MIX" [4:43] ※再発盤(12cmCD)のみ
Remixed by taku takahashi for m-flo productions
4. YOU "MASTERS OF FUNK R&B REMIX" [4:49] ※再発盤(12cmCD)のみ
Remixed by CPU-MARVIN for MASTERS OF FUNK ENTERTAINMENT
リミックスアルバム『ayu-mi-x』からの再収録
5. YOU "ORIENTA-RHYTHM CLUB MIX" [6:05] ※再発盤(12cmCD)のみ
Remixed by ORIENTA-RHYTHM for BASEMENT FACTORY PRODUCTIONS
6. YOU "Dub's Uplifting Mix" [8:45] ※再発盤(12cmCD)のみ
Remixed by Izumi "D・M・X" Miyazaki
7. YOU "Original Mix -Instrumental-" [4:44]

### アナログ盤
1. YOU "Dub's Uplifting Remix" [8:43]
2. YOU "FINE MIX" [5:07]
Remixed by Hideki Hakamada
リミックスアルバム『ayu-mi-x』収録曲
3. YOU "MASTERS OF FUNK R&B REMIX" [4:49]
4. YOU "ORIENTA-RHYTHM CLUB MIX" [6:04]
5. YOU (Vocal Track) [3:50]

## 収録アルバム
- YOU
  - 『A Song for ××』
  - 『A BALLADS』 (northern breeze)
  - 『A COMPLETE 〜ALL SINGLES〜』
- YOU "MASTERS OF FUNK R&B REMIX"
  - 『ayu-mi-x』
- YOU "FINE MIX"
  - 『ayu-mi-x』

## 収録ライブ映像
- YOU
  - 『A museum 〜30th single collection live〜』
    - 『A 50 SINGLES 〜LIVE SELECTION〜』
    - 『ayumi hamasaki BEST LIVE BOX A』(A BALLADS TRACK LIST LIVE)

  - 『ayumi hamasaki LIMITED TA LIVE TOUR』(A COMPLETE 〜ALL SINGLES〜)